# Melker Falkenberg (1722–1795)
Melker Falkenberg af Bålby, född 7 juni 1722, död 21 mars 1795, var svensk greve  och riksråd.

## Biografi
Hans föräldrar var översten Henrik Falkenberg och grevinnan Ulrika Bonde. Han var sonsons son till Melker Falkenberg (1597–1651). Han gifte sig 12 juli 1761 på Tistad i Södermanland med friherrinnan Hedvig Eleonora Wachtmeister af Björkö (1739–1806).
Som arvtagare till en ansenlig förmögenhet fick Falkenberg en god utbildning. Under sin vistelse i Uppsala åtnjöt han Johan Ihres enskilda handledning. Redan 1740 hade han blivit inskriven i konungens kansli. Efter avslutade studier vid Uppsala universitet blev han 1744 befordrad till kanslijunkare i Utrikesexpeditionen och var under sin vistelse utrikes ett år anställd vid svenska beskickningen i Paris, under Carl Fredrik Scheffer. Efter sin återkomst till Sverige utnämnd till extra ordinarie protokollssekreterare 1748, blev han 1758 lagman i  Ångermanlands och Västerbottens lagsaga och flyttades därifrån 1765 till samma befattning i Värmlands lagsaga.
Falkenberg tog aktiv del i sin tids politiska liv och slöt sig till hattpartiet. Han vann snart en framstående ställning som (i varje fall till en början) pålitlig hatt på samma gång som han var en kunnig, arbetsduglig och moderat man. Redan 1751 var han medlem av sekreta utskottet, vilket han sedermera oavbrutet tillhörde till och med 1765–1766 års riksdag. Vid den sistnämnda en av de få målsmännen för sitt parti, sökte han förgäves hejda de våldsamma åtgärderna i myntväsendet. Vid följande riksdag satt han i bankodeputationen samt kämpade för högre kurs och större sedelstock, än majoriteten av hans parti önskade. Att Falkenberg förfäktade en finanspolitik, som ej fullt överensstämde med de ledande hattkretsarnas mening, synes ha minskat partiets förtroende för honom och var troligen anledningen till, att han 1771 inte åter invaldes i sekreta utskottet.
Måhända var det däremot denna hans benägenhet att gå sina egna vägar, som vid mössornas seger våren 1772 beredde Falkenberg, ensam bland sina partivänner, plats bland rikets råd, i vilken egenskap han efter revolutionen bibehölls av Gustav III. Han utnämndes nu även till rikskansliråd (vilken post han innehade till 1783). Något större politiskt inflytande kom honom visserligen inte till del i det följande, och han blev stundom ej ens fullt invigd i de diplomatiska ärendena, trots han var kanslipresidentens närmaste man, men han förblev alltid en av rådets nyttigaste och mest använda medlemmar på grund av sina stora insikter, särskilt i lagfarenheten och finanserna.
Samma år blev han president i lagkommissionen. Nyss förut utnämnd till kansler vid Lunds universitet, utövade han denna befattning till 1789, då han nedlade den tillika med sina övriga ämbeten. "Han var", säger en hans lovtalare, "den siste av sin tids purpurprydde män i Sverige, som talte och skrev Roms språk med nästan lika lätthet som sitt eget". Av Gustav III 1773 upphöjd till friherre, blev han 1778 greve och utnämndes tre år därefter till riddare av Serafimerorden.  Han var ledamot av Vetenskapsakademien från 1774. Från Falkenberg härstammar den nu levande grevliga ätten Falkenberg af Bålby.

## Familj

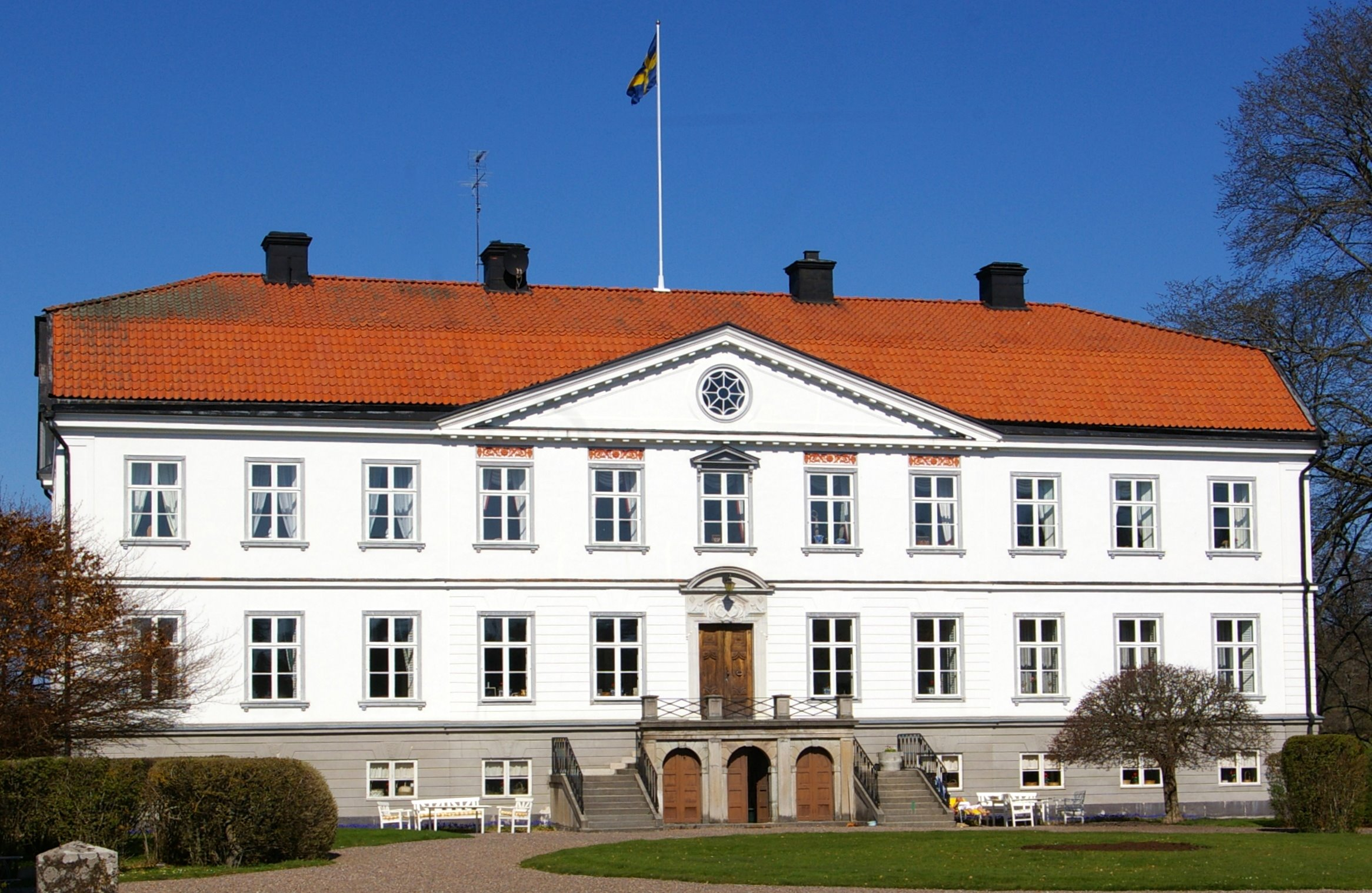
Brokinds slott 2009. Huvudbyggnaden.

Med sin hustru fick Melker Falkenberg nio barn, varav tre söner och fyra döttrar uppnådde vuxen ålder. Av sönerna fick endast Henrik, den äldste, egna barn. Han innehade efter fadern Brokind i Östergötland som fideikommiss.
- Magdalena Sofia (1763–1834), gift 1790 med överstelöjtnanten, friherre Israel Lagerfelt på Lagerlunda i Östergötland.
- Ulrika Eleonora (1764–1802), gift 1789 med lagmannen, greve Carl Gustaf Spens
- Anna Charlotta (1767–1826), gift 1801 med landshövdingen i Södermanland Fabian Ulfsparre (af Broxvik)
- Henrietta Elisabet (1769–1858), gift 1787 med generalen, greve Gustaf Wachtmeister (af Johannishus)
- Henrik Georg (1770–1837), gift 1799 med friherrinnan Fredrika Ruuth
- Melker Axel (1774–1828), gift 1807 med grevinnan Margareta född Gyllenborg
- Carl Adam (1777–1857)